# Mary Sibande
Mary Sibande (* 11. dubna 1982) je jihoafrická umělkyně se sídlem v Johannesburgu. Její umění se skládá ze soch, obrazů, fotografie a designu. Sibande používá tato média a techniky, aby pomohla zobrazit lidskou podobu a zkoumala konstrukci identity v postkoloniálním kontextu Jihoafrické republiky. Kromě toho se zaměřuje na využití své práce k tomu, aby ukázala své osobní zkušenosti z apartheidu. Její umění se také pokouší kritizovat stereotypní zobrazení žen, zejména černošek.

## Životopis
Sibande se narodila v Barbertonu během apartheidu v Jihoafrické republice a vychovávala jí babička. Její matka byla sama v domácnosti a její otec působil v jihoafrické armádě. Svého otce jako malá nepoznala, ale poznala ho, když byla teenager. Protože její matka pracovala v domácnosti, svými uměleckými díly v současnosti vzdává hold pracovnicím v domácnosti, jako například její díla z výstavy „Ať žije mrtvá královna“. Sibande popisuje své dětství jako dokonalé; říká: „Měla jsem vše, co jsem potřebovala a chodila jsem na dobrou střední školu, která byla multirasová. Mnoho rodin si nemohlo dovolit tam posílat své děti, ale já jsem měla to štěstí, že to moje máma mohla."

## Vzdělání
V roce 2004 Sibande získala diplom v oboru výtvarné umění na Technikon Witwatersrand. V roce 2007 získala titul B-tech na Johannesburské univerzitě. Sibande chtěla být nejprve módní návrhářkou a umění bylo spíše dodatečným oborem. Její touha stát se módní návrhářkou jsou stále výrazné ve všech jejích dílech. Využití módy a designu se projevuje v každé z jejích soch. V roce 2001 se Sibande přestěhovala se svou matkou do Johannesburgu, kde studovala na Witwatersrand Technikon.

## Kariéra a práce
Sibande svou práci využila k odhalení mnoha různých témat, od postkoloniální Jihoafrické republiky po stereotypy žen a stereotypy týkající se černých žen v Jihoafrické republice. Její práce obsahuje různé typy médií, jako je sochařství, fotografie, design, koláž a divadlo. Její malby a sochy využívají lidskou podobu ke zkoumání konstrukce identity v postkoloniálním jihoafrickém kontextu, ale také se pokouší kritizovat stereotypní zobrazení žen, zejména černošek. Byla zástupkyní Jihoafrické republiky na 45. bienále v Benátkách 2011 a její dílo Ať žije mrtvá královna bylo v roce 2010 vystaveno po celém městě Johannesburg. V roce 2016 její dílo The Purple Shall Govern cestovalo po Jihoafrické republice. Sibande také použila své umělecké dílo, aby se zaměřila na to, aby lidem bez hlasu vrátila jejich hlas. Někteří dokonce uvedli, že její práce konfrontuje samotné tušení neschopné africké ženy a že cílem její práce je rozluštit morseovku spojenou se západními ideály krásy a tím, jak mohou oslovit černé ženy.

### Design
Sibande byla odhodlaná stát se módní návrhářkou a řekla: "Ve městě, kde jsem vyrůstala, nebyla žádná muzea a galerie, to mi bylo cizí." Sibande využila své znalosti a lásku k designu k začlenění do svých děl. Své módní návrhy zaměřila na každý kousek šatníku, který nosí její sochy. V její výstavě „Conversation with Madam CJ Walker“ jsou patrné její znalosti a dovednosti v oblasti oděvního a módního návrhářství. Velmi pečlivě je promyšlena i její designérská a módní tvorba. Látky a barvy, které Sibande volí, mají význam a dopad na její práci. V článku v časopise pro UNISA a článek Durban Art Gallery autorka Carol Brownová hovořila o použití látky v práci umělkyně. Prohlašuje, že „látka používaná k výrobě uniforem pro pracovníky v domácnosti je v Jihoafrické republice okamžitě rozpoznatelná. Tím, že ji aplikuje na viktoriánské šaty, pokouší se vyjádřit k historii nevolnictví a kolonizace, jak se vztahuje k současnosti, pokud jde o domácí vztahy."

### Fotografie
Sibande používá fotografii k zachycení a konstrukci svých uměleckých děl. V roce 2013 nechala sedm zvětšených fotografií své práce vystavit na ulicích francouzských předměstí jako Ivry-sur-Seine, Vitry-sur-Seine a Choisy-le-Roi. Fotografie nehrála velkou roli jen na jejích velkých veřejných výstavách, ale také v její každodenní práci. Sibande bere v úvahu, jak bude její dílo fotografováno, což se odráží v tom, jak svá díla a instalace prezentuje a strukturuje. Mnohé z jejích výstav zahrnují jak ukázku jejích soch, tak i fotografie svých prací nebo instalací.

### Sochařství
Zpočátku vyráběla malé postavičky z hlíny, což byl v té době celý rozsah jejích uměleckých děl. Nicméně Sibande říká, "...mohu nyní spojit dva světy - móda a výtvarné umění nejsou daleko od sebe." Později se Sibande zázemí a znalosti se sochařstvím staly rozsáhlými. Díky exponátům, jako je její "Ať žije série mrtvé královny" v roce 2013, je možné vidět začátek její postavy "Sophie", která je jednou z jejích nejznámějších a znovu se objevujících postav v jejích sochách. Socha Sophie je formována podle samotné Sibande a je jako její alter ego a čerpá energii z dlouhé historie žen v domácnosti během apartheidu a po něm. Socha Sophie se pokouší kritizovat dlouhou historii útlaku v Jihoafrické republice, konkrétně pokud jde o černé ženy v Jihoafrické republice.

### Divadlo
Autorčina tvorba je známá jak pro svou rozmarnost, tak pro teatrálnost. Divadelnost její práce hraje velkou roli v tom, jak předvádí a vykresluje své postavy i své poselství. Spisovatel Leory Farber ve svém článku provedl analýzu, kterou uvedla řada dalších kritiků: „Autorčiny divadelní scény a používání dramatických póz mohou souviset s fotografickými reprezentacemi viktoriánské ženské hysterky v různých fázích hysterického záchvatu a v tom, že vyvolávají pocit přebytku."

## Sophie
Sophie v díle autorky sehrála velkou roli. Sophie, jak již bylo zmíněno, je autorčino alter-ego, je to pracovnice v domácnosti, která nachází klid a únik z otroctví tím, že sní o emancipaci. Postava je v imaginárním a snovém světě, kde je konečně svobodná. Sophiin život je shromážděn a představen prostřednictvím řady soch v lidském měřítku, které byly vytvořeny na samotné Sibande. Sophiina pracovní uniforma se postupně proměňuje ve velkolepé viktoriánské oblečení evropské elity. Umístění Sophie do viktoriánského oblečení komentuje omezení žen v těchto velkých, těžkých a upnutých šatech. Její šaty jsou protestem proti služebné a zároveň je to zástěrka, která umožňuje oživit její fantazie. Sophie začíná zastávat různé role různých typů lidí. V každém díle Sophie ztvárňuje různé postavy, jedna je viktoriánská královna, další je generál, který vede celou armádu k vítězství, je to také krásná žena, která jde na ples, a v jednu chvíli dokonce papež. Sophie je vykreslena jako hrdinka a postava plná síly a vytrvalosti.
Kromě toho Sibande bere Sophie do různých expozic v průběhu let. Poprvé ztvárnila Sophii na své výstavě „Ať žije mrtvá královna“ v letech 2009 až 2013. Tam vykresluje Sophii jako služku, která se po kolonialismu vrací zpět. Poté je v letech 2013–2017 přivedena zpět do jiného prostředí ve filmu „The Purple Shall Govern“, Sibande umožňuje "nové" Sophii vystoupit a vyjádřit se. Expozice zaujímá místo instalace v prostoru.
Sophie se znovu objeví s nejnovější autorčinou sérií „I Came Apart at the Seams“, která se odehrává od roku 2019 do současnosti. Sophie je také zobrazena v soše nazvané Sophie / Elsie, kterou Sibande vytvořila na počest své prababičky (domácí pracovnice, jejíž páni jí dali jako západní jméno „Elsie“).

## Sbírky
Dílo umělkyně se nachází v následujících stálých sbírkách:
- Muzeum umění University of Michigan, Ann Arbor, MI[17][18]
- Toledo Museum of Art, Toledo, OH[19]
- Spencer Museum of Art, Lawrence, KS[20]
- Národní muzeum afrického umění, Washington, DC[21]

## Samostatné výstavy
- Sophie / Elsie | Muzeum umění University of Michigan | Ann Arbor, Michigan | USA | 2021[17]
- I came apart at the seams | Somerset House | Londýn, Velká Británie | 2019
- Galerie Leroy Neiman | New York City | USA | 2019
- A Crescendo of Ecstasy | Workshop smíšené reality (TMRW) | Johannesburg, Jihoafrická republika | 2018
- A Crescendo of Ecstasy | FNB Joburg Art Fair | Sandton Convention Center | Johannesburg, Jihoafrická republika | 2018
- Právě teď! | Woordfees Festival Stellenbosch University | Muzeum umění Stellenbosch University | Stellenbosch, Jihoafrická republika | 2016
- The Armory Show | 92 a 94 mola | New York City, USA | 2016
- The Purple Shall Govern | Jihoafrická národní galerie Iziko | Kapské město; Standard Bank Gallery, Johannesburg, Jihoafrická republika | 2014
- Bienále současného umění v Lyonu | Muzeum současného umění | Lyon, Francie | 2013
- The Purple Shall Govern | Grahamstown National Arts Festival | Grahamstown, Jihoafrická republika | 2013
- The Purple Shall Govern | MAC/VAL Musée d'Art Contemporain di Val-de- Marne | Paříž, Francie | 2013
- Mary Sibande a Sophie Ntombikayise stanuly u hlavního soudu | Central Court, Spencer Museum of Art | University of Kansas, Kansas, USA | 2012
- Ať žije mrtvá královna | Vnitřní město Johannesburg; Joburg City World Premier výroční výstava | Johannesburg; Národní festival umění, Grahamstown, Jihoafrická republika | 2010[22]

## Skupinové výstavy
- Radikální revizionisté: Současní afričtí umělci konfrontující minulost a současnost | Moody Center for the Arts, Houston, Texas | 2020[23]
- 1-54 Veletrh současného afrického umění (SMAC Gallery) | Somerset House, Londýn, Velká Británie | 2019
- 14. mezinárodní bienále současného umění v Curitibě | Curitiba, Brazílie | 2019
- N'GOLÁ Festival umění, tvorby, životního prostředí a utopií | Svatý Tomáš a Princův ostrov | 2019
- FNB Art Joburg (galerie SMAC) | Sandton Convention Center | Johannesburg, Jihoafrická republika | 2019
- Ampersand Foundation Award 21 let oslavná výstava | Galerie umění univerzity v Johannesburgu (JAG) | Johannesburg, Jihoafrická republika | 2019
- Konstrukce možného | Havanské bienále | Havana, Kuba | 2019
- Zviditelněno | Současná jihoafrická móda a identita | Boston Museum of Fine Art | Boston, USA | 2019
- Nové lidstvo | Dak'Art: Africké bienále současného umění | Dakar, Senegal | 2018
- Extra/Obyčejné | Plugin Sekce nových médií | Současný Istanbul | Istanbul, Turecko | 2018
- The Armory Show | Piers 92 & 94 | New York City, USA | 2018
- V jejich vlastní podobě | Muzeum současné fotografie (MoCP) | Chicago, USA | 2018
- Shifting Boundaries: Výběr děl představující jihoafrické umělkyně posledních 100 let | Welgemeend | Kapské Město, Jihoafrická republika | 2018
- Ani jeden příběh | Nirox Foundation Sculpture Park | Krugersdorp, Jihoafrická republika | 2018
- Continental Drift: Černé / černé umění z Jihoafrické republiky a Severní Austrálie | Galerie umění Cairns | Cairns, Austrálie | 2018
- Jako život: Socha, barva a tělo (1300–Nyní) | Met Breuer | New York City, USA | 2018
- Kulturní vlákna | Textilní muzeum | Tilburg, Nizozemsko | 2018
- Přátelé50 | Jihoafrická národní galerie Iziko | Kapské Město, Jihoafrická republika | 2018
- Africká mozaika: Výběr ze stálé sbírky | Národní muzeum afrického umění | Smithsonian Institution | Washington, DC, USA | 2017
- Jihoafrická republika: Umění národa | Britské muzeum | Londýn, Velká Británie | 2017
- Všechny věci jsou stejné | Zeitz Museum of Contemporary Art Africa (MOCAA) | Kapské Město, Jihoafrická republika | 2017
- Dress Code | Galerie MOMO | Kapské Město, Jihoafrická republika | 2017
- 1:54 Veletrh současného afrického umění | Somerset House, Londýn, Velká Británie | 2017
- Důkaz věcí neviděných | Johannesburg Art Gallery (JAG) | Johannesburg, Jihoafrická republika | 2017
- Další Antipodes/Urban Axis | PS Art Space | Fremantle, Austrálie | 2017
- Kráska a její zvířata | Durban Art Gallery | Durban, Jihoafrická republika | 2017
- Různí andělé | Höhenrausch Linz | Rakousko | 2017[22]
- Re(as)sisting Narratives | Framer Framed | Nizozemsko | 2016

## Ceny a ocenění
- 2017 Smithsonian National Museum of African Arts Award
- 2014 Johannesburg Alumni Dignitas Award
- 2013 Standard Bank Young Artist Award

Získala Smithsonian Fellow ve Washingtonu DC, Ampersand Foundation Fellow v New Yorku a Fellowship na University of Michigan Fellowship. V letech 2018–2019 byla Sibande profesorkou Virginia C. Gildersleeve na Barnard College.